# Gölsdorf-Achse

Gölsdorf-Achsprinzip bei einer Fünfkuppler-Dampflok

Lokomotive 180.01 der kkStB

Die Gölsdorf-Achsanordnung ist eine Kombination von rahmenfixiert gelagerten Lokomotivachsen und seitenverschieblichen Achsen, um bei einem starren, einteiligen Rahmen eine verschleiß- und geräuscharme Kurvenfahrt zu ermöglichen. 
Die Erfindung des österreichischen Lokomotivbauers Karl Gölsdorf datiert vom Ende des 19. Jahrhunderts. 
Sie basiert auf den theoretischen Vorarbeiten von Richard von Helmholtz über den Kurvenlauf von Schienenfahrzeugen.
1900 wurde mit der Güterzuglokomotiv-Reihe 180 der kkStB die erste Lokomotive dieses Konstruktionsprinzips in Betrieb genommen.

## Konstruktion
Lokomotiven bekamen mit erstarkten Anforderungen an das Gewicht der Güterzüge immer mehr Achsen. Um den Gleisbau nicht über die Maßen zu beanspruchen, waren die Achslasten oft limitiert, zunächst auf 16 Tonnen, gelegentlich mit 18 Tonnen und später meist mit 20 Tonnen. Eine fünfachsige Lokomotive durfte damit 100 Tonnen wiegen, plus der Tonnage, die mittels gefederter Vorlauf- und Nachlaufachsen zu tragen möglich wurde. Je schwerer eine Lokomotive ist und je mehr Flächenpressung sie an die Räder bringt, umso zugstärker ist sie auch. Mit immer mehr Achsen wird jedoch die Kurvenfahrt schwieriger. Früh schon begann man daher mit der Entwicklung mehrteiliger Rahmen und Drehgestelle, die Gruppen von Achsen mit ihrem Antrieb zusammenfassten. Die Versorgung der Drehgestelle mit Dampf jedoch war wegen der erforderlichen beweglichen Abdichtung ein schwieriges Unterfangen. Daher ging eine andere Entwicklungsrichtung dahin, bei möglichst starrem, langem Rahmen dennoch eine gewisse Kurvengängigkeit zu erreichen, z. B. mittels seitlich verschieblicher Achsen.
Die Funktion der Gölsdorf-Achsen besteht darin, dass einzelne Kuppelachsen in ihrer Lagerung und in ihrem Antrieb so eingebaut werden, dass sie sich bei Kurvenfahrt seitlich verschieben können, frei ausgerichtet an den Kräften, die von den Schienen auf die Räder wirken und die Lokomotive in die Kurve drehen.
Zwei der fünf Achsen können ihre seitliche Position im Rahmen nicht verändern, sie sind in Festlagern gelagert. Die verschiebbaren Achsen erfordern neben der verschiebbaren Lagerung der einzelnen Achse auch die Möglichkeit zur Verschiebbarkeit der Kuppelstangen auf den Triebzapfen der verschiebbaren Achsen. Da der Antrieb nur auf eine nicht seitlich verschiebbare Achse erfolgen kann, wurde in der Regel die vierte Achse dazu herangezogen, was entsprechend lange Treibstangen erforderte. Außerdem wurden die Kreuzköpfe weiter nach hinten verlagert, was in entsprechend langen Kolben- und Schieberstangen resultierte.
Zuvor erzielte der Konstrukteur die Kurvenfähigkeit nur mit Schwächung der Spurkränze, in manchen Fällen sogar mit mittlerem Radsatz ohne Spurkränze. Das reichte auf Haupt- und Nebenstrecken bis zu vierfach gekuppelten Lokomotive aus, jedoch nicht für enge Bögen einer Schmalspurbahn oder bei Fünfkupplern, wo daher zuvor kompliziertere geteilte Triebwerke wie die Mallet-Lokomotive konstruiert wurden. In der Praxis wurden Gölsdorf-Achsen häufig mit geschwächten Spurkränzen kombiniert. Die Gölsdorf'sche Seitenverschiebung war allerdings auf Schmalspur-Fünfkuppler nicht anwendbar, die Bögen mit Radien bis hinunter auf 35 Meter durchfahren mussten.

## Einsatz
Bei den meistens fünf-, gelegentlich sechsachsigen Güterzuglokomotiven war die Gölsdorf-Konstruktion jahrzehntelang Standard im Lokomotivbau. Eines der ersten Unternehmen, die die Gölsdorf-Konstruktionen in Deutschland einsetzten, war die privat betriebene Westfälische Landes-Eisenbahn, deren schwerer Güterverkehr zwischen Belecke und Erwitte über die Höhen des Haarstranges starke und dennoch bewegliche Lokomotiven erforderte. Ab ca. 1910 setzte die WLE für ihre Gütertransporte gebraucht erworbene Fünfkuppler-Maschinen ein und ließ zur Verbesserung der Kurvengängigkeit dieser Lokomotiven die Fahrgestelle auf das Gölsdorf-Prinzip umbauen.